# Portugal nos Jogos do Mediterrâneo
A Equipa Portugal nos Jogos do Mediterrâneo é representado através do Comité Olímpico de Portugal, membro dos Comités Olímpicos Europeus. Fez a sua estreia no torneio em 2018, durante os Jogos do Mediterrâneo de 2018, em Tarragona, Espanha. Tem um total de 24 medalhas conquistadas, sendo 3 de ouro, 8 de prata e 13 de bronze.

## Medalheiros

### Por Edição
| Cidades-Sede                        | Ouro | Prata | Bronze | Total |
| Tarragona 2018(Estreia de Portugal) | 3    | 8     | 13     | 24    |
| Oran 2022                           | 7    | 10    | 8      | 25    |
| TOTAL                               | 10   | 18    | 21     | 49    |

### Por desporto
| Desporto      | Ouro | Prata | Bronze | Total |
| Triatlo(2018) | 2    | 0     | 0      | 2     |
| TOTAL         | 2    | 0     | 0      | 2     |

Legenda: (20__)= Ano da conquista das medalhas

## Atletismo[2]

### Participações
| Edições presentes nos Jogos    | 2             |
| Edições participadas           | 2             |
| Última participação            | Oran 2022     |
| Maior número de representantes | 23(Oran 2022) |

| Tarragona 2018 | Oran 2022 |
| 22             | 23        |